# 꿈꾸는 식물
"꿈꾸는 식물"(Dreaming Plant)은 한국에서 제작된 최기풍 감독의 1990년 멜로/로맨스 영화이다. 김진화 등이 주연으로 출연하였고 임종구 등이 제작에 참여하였다.

## 출연

### 주연
- 김진화 ... 민식 역
- 진영미 ... 정희 역
- 하재영 ... 민기 역
- 이외수
- 김희라 ... 큰 형 역

### 조연
- 박현숙 ... 명자 역
- 주호성
- 윤일주
- 김기범
- 안진수
- 성명순
- 유일문
- 강종태
- 주지연
- 이진이
- 김경진
- 김선주
- 박신영
- 이희명
- 이한얼
- 김은미
- 백경희
- 김기선
- 최영희

## 기타
- 원작자: 이외수
- 촬영부: 김준영
- 촬영부: 이동국
- 촬영부: 이승원
- 조명: 박현원
- 조명부: 김성구
- 조명부: 염효상
- 조명부: 김영근
- 스틸: 황태성
- 조연출: 홍명구
- 조연출: 윤정호
- 조연출: 박동원
- 녹음: 이성근
- 분장: 안건호
- 현상: 세방현상소
- 효과: 양대호